# Can Sitges (Amer)
Can Sitges és una masia d'Amer (Selva) inclosa a l'Inventari del Patrimoni Arquitectònic de Catalunya.

## Descripció
Can Sitges es tracta d'una gran masia de planta rectangular que consta de planta baixa i de dos pisos superiors. La masia està coberta amb una teulada a dues aigües de vessants a laterals, la qual està rematada amb un ràfec de dues fileres: la primera de rajola plana i la segona de teula. Les dues fileres estan pintades amb calç i ornades amb cossos geomètrics de diversa índole.
La planta baixa consta de dues obertures de funcionalitat similar -portal d'accés- però de tipologia completament diferent. Així, a la dreta trobem un portal rectangular equipat amb llinda monolítica i muntants laterals de pedra. Tant la llinda com els muntants són bastant matussers, ja que són molt irregulars i poc treballats. A l'esquerra tenim un portal d'arc de mig punt amb unes dovelles de mida petita, les quals, igual que la llinda i els muntants de l'altre portal, també són bastant barroeres.
Al primer pis o planta noble, trobem dues obertures rectangulars equipades amb llinda monolítica, muntants de pedra i ampit treballat -ambdós molt deteriorats-. Sota els ampits trobem la solució prototípica que consisteix a disposar dues o tres pedres com a mesura de reforç en el sosteniment de la pesant finestra. Sengles llindes estan complementades amb un petit ornament triangular al centre: la de l'esquerra, de caràcter vegetal, mentre que la dreta presenta un petit motiu circular semblant a un rosetó i coronat amb una creu de dimensions petites.
Al segon pis tenim una finestra rectangular totalment irrellevant, ja que no ha rebut cap tractament singular a destacar tot i que està coronada amb una llinda rústica de fusta. Paral·lelament a l'esquerra d'aquesta obertura trobem les restes vivents d'una altra obertura, la qual està cegada i tapiada i que antigament havia exercit la tasques de finestra com així ho acredita tant la llinda de fusta que la corona com l'emmarcament.
Als extrems de la façana s'observen els grans blocs cantoners de pedra, que combinen blocs més regulars i treballats amb blocs més matussers.
A la dreta de la masia trobem una construcció de planta quadrada que consta de planta baixa i pis superior i que està coberta amb una teulada a dues aigües de vessants a laterals. Una construcció que en origen de ben segur que exerciria les tasques de graner o estable.
La planta baixa consta d'un portal adovellat amb unes dovelles de mida mitjana bastant barroeres, ja que són molt irregulars i poc treballades.
Al primer pis trobem dues obertures: a la dreta una finestra rectangular i a l'esquerra una de bastant deteriorada fins al punt que no es pot arribar a establir la seva tipologia. Ambdues són totalment irrellevants, ja que no han rebut cap tractament singular a destacar.
Pel que fa al tema dels materials, hi predomina la pedra, que trobem present en dues modalitats: per una banda, les pedres fragmentades i els còdols de riu manipulats a cops de martell i lligades amb morter de calç. Una modalitat que és la principal, ja que inunda les quatre façanes de les dues construccions. Mentre que per l'altra tenim la pedra sorrenca, concentrada i localitzada únicament a les llindes, muntants i ampits de les dues finestres de la planta noble de la masia.
Remarcar tot i que sigui a mode d'apunt que la masia es troba immersa en un estat progressiu d'enrunament, el qual culminarà a curt termini amb l'esfondrament total de tota la masia.